# Dämmer
Dämmer is een vloeibaar natuurproduct dat kan worden benut om leidingen over de hele lengte vol te zetten en zo  af te dichten. Het is een alternatief voor het volschuimen met polyurethaanschuim of het verwijderen van een dergelijke leiding, zoals een drainagebuis. Dit is bijvoorbeeld van belang bij leidingen, die niet langer in gebruik zijn in en onder waterkeringsconstructies. In dergelijke gevallen kan niet worden volstaan met het uitsluitend afdichten van het begin of eind van de leiding. Een dergelijke leiding kan bij bezwijken namelijk de kwelweglengte verkorten. Een ander mogelijk alternatief, het volstorten met beton, kan worden toegepast bij leidingen met een grotere diameter, maar heeft als nadeel dat na verharding alsnog kwel kan optreden langs- en evenwijdig aan het beton.
Dammer, bentoniet en zwelklei zijn de middelen die ervoor worden gebruikt om zo bijvoorbeeld ondergrondse leidingen mee af te dichten.